# Philippe de La Guêpière

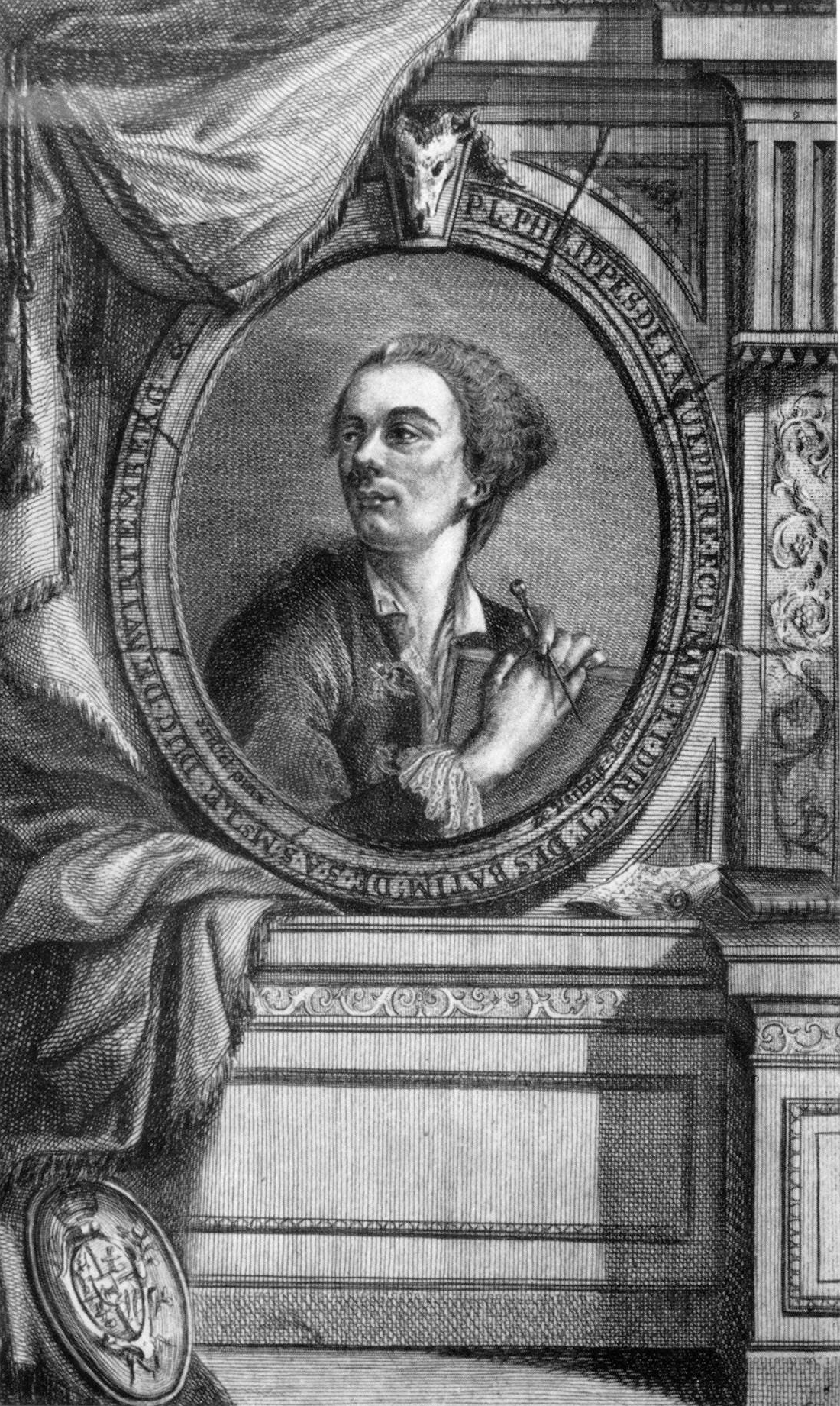
Philippe de La Guêpière, vor 1768.

Philippe de La Guêpière (* 1715 in Sceaux bei Paris; † 30. Oktober 1773 in Paris) war ein französischer Architekt.

## Leben
1734 bis 1736 besuchte er die Pariser Académie d’architecture. 1752 wurde er zum Hofarchitekten an den Hof des Herzogtums Württemberg berufen.
Er war einer jener Baumeister, die sich vom Rokoko abwandten und den Baustil in Richtung des Klassizismus weiterentwickelten.
De La Guêpière leitete den Ausbau des Neuen Schlosses in Stuttgart, entwarf die Pläne für das Seeschloss Monrepos in Ludwigsburg und die meisten Räume des Schlosses Solitude bei Stuttgart. 1768 verließ er den württembergischen Hof und ging nach Paris zurück.
Um 1767 erstellte er einen Plan für den barocken Neubau des Klosters Petershausen. Er wurde nicht mit der Durchführung beauftragt, doch beruht der 1769 begonnene Petershauser Konventbau auf seinen Vorarbeiten.